# Renata Jakubowska
Renata Jakubowska, z d. Żukiel (ur. 13 czerwca 1971 w Lubinie) – polska piłkarka ręczna, wielokrotna mistrzyni i reprezentantka Polski.

## Życiorys

### Kariera klubowa
Przez większą część kariery związana z klubem MKS Zagłębie Lubin, w którym występowała od 1989 i zdobyła swoje pierwsze medale mistrzostw Polski - srebrny (1995) i brązowy (1996), a w 1997 została królową strzelców ligi. W sezonie 1997/1998 występowała w niemieckiej drużynie VfL Oldenburg. Następnie powróciła do Zagłębia (1998/1999), a od 1999 do 2002 reprezentowała barwy Montexu Lublin, zdobywając trzy razy z rzędu mistrzostwo Polski (2000–2002) oraz Puchar EHF (2001). W 2002 kolejny raz powróciła do klubu z Lubina i zdobyła z nim dwa tytuły wicemistrzowskie (2006, 2009) i dwa brązowe medale mistrzostw Polski (2007, 2008). Po przerwie macierzyńskiej w sezonie 2009/2010 została w 2010 II trenerem Zagłębia (z Bożeną Karkut jako I trenerem) i w tej roli sięgnęła po mistrzostwo Polski w 2011 oraz wicemistrzostwo w 2012 i 2013.

### Kariera reprezentacyjna
W reprezentacji Polski debiutowała 11 września 1993 w towarzyskim spotkaniu z Norwegią. Trzykrotnie wystąpiła na mistrzostwach świata (1993 – 10 miejsce, 1997 – 8 miejsce, 1999 – 11 miejsce) i dwukrotnie na mistrzostwach Europy (1996 – 11 miejsce, 1998 – 5 miejsce). Po 2001 w kadrze nie występowała aż do 2007, kiedy to zagrała w trzech spotkaniach. Ostatni raz wystąpiła w biało-czerwonych barwach w towarzyskim spotkaniu z Rumunią – 18 sierpnia 2007. Łącznie w reprezentacji wystąpiła 192 razy, zdobywając 347 bramek.